# Сен-Парду-ле-Кар
Сен-Парду́-ле-Кар (фр. Saint-Pardoux-les-Cards) — коммуна во Франции, находится в регионе Лимузен. Департамент коммуны — Крёз. Входит в состав кантона Шенерай. Округ коммуны — Обюссон.
Код INSEE коммуны — 23229.

## Население
Население коммуны на 2010 год составляло 296 человек.
| 1962 | 1968 | 1975 | 1982 | 1990 | 1999 | 2010 |
| ---- | ---- | ---- | ---- | ---- | ---- | ---- |
| 515  | 488  | 449  | 403  | 352  | 299  | 296  |

## Экономика
В 2010 году среди 188 человек трудоспособного возраста (15—64 лет) 118 были экономически активными, 70 — неактивными (показатель активности — 62,8 %, в 1999 году было 63,6 %). Из 118 активных жителей работали 106 человек (56 мужчин и 50 женщин), безработных было 12 (4 мужчины и 8 женщин). Среди 70 неактивных 11 человек были учениками или студентами, 31 — пенсионерами, 28 были неактивными по другим причинам.